# Students Aspire
Students Aspire est une œuvre d'art publique de l'artiste américaine Elizabeth Catlett, située au 2300 6th Street NW sur le campus de l'université Howard à Washington, D.C., aux États-Unis. Une fois achevée, James E. Cheek a qualifié l'œuvre d'« ajout le plus important à la sculpture d'extérieur du campus de l'université ». Students Aspire a été réalisée en 1993 dans le cadre de l'enquête Save Outdoor Sculpture! (en) du Smithsonian.